# 드로스테 효과

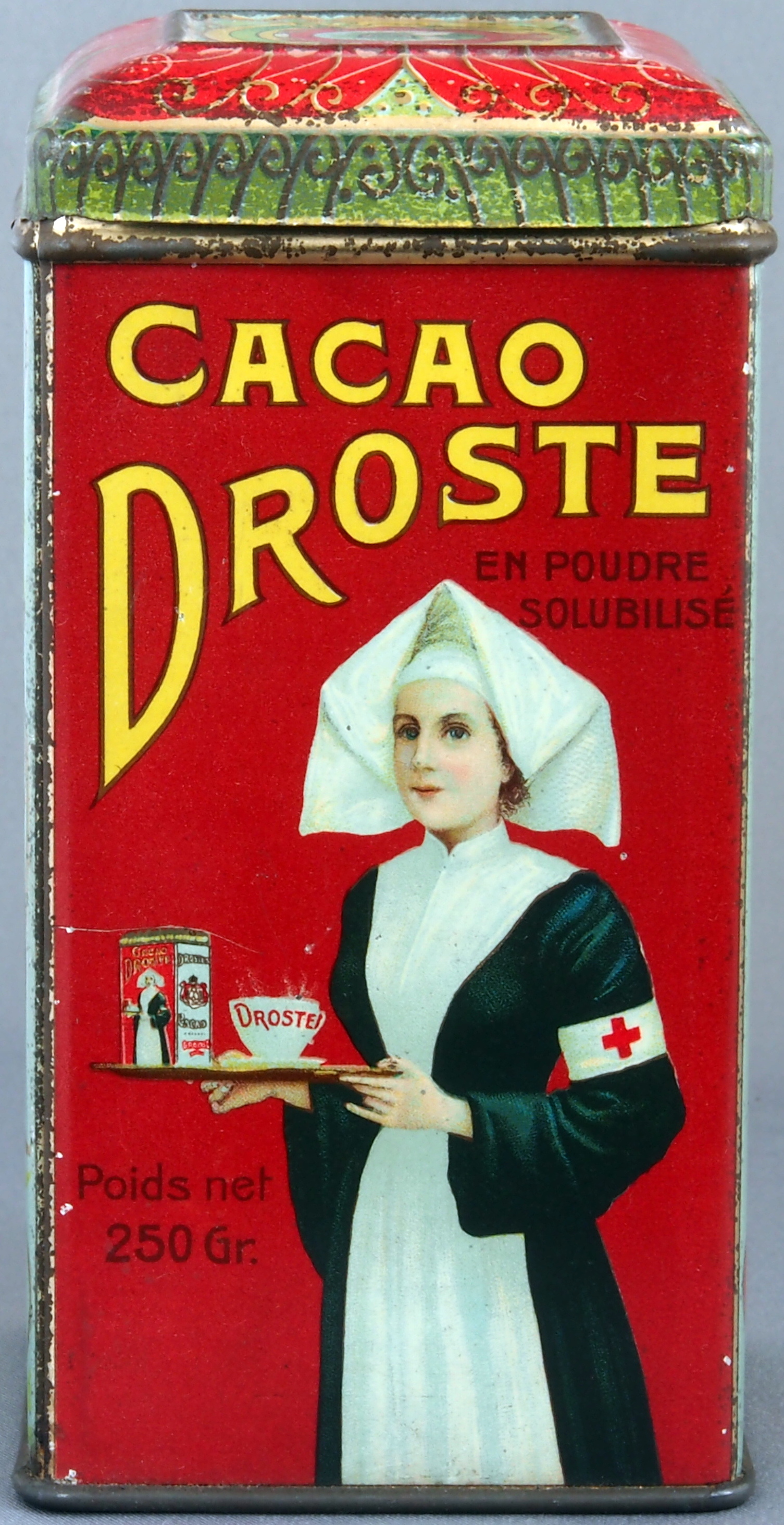
얀 미세트(1861-1931)가 디자인한 오리지널 1904년 드로스테 코코아 통

드로스테 효과(Droste effect, 네덜란드어 발음: [ˈdrɔstə])는 미술계에서 미장아빔의 예로 알려진 것으로, 현실적으로 유사한 그림이 나타날 것으로 예상되는 장소에서 그림 자체 내에서 반복적으로 나타나는 효과이다. 이는 이론적으로는 영원히 지속될 수 있는 루프를 생성하지만 실제로는 이미지의 해상력이 허용하는 한에서만 계속된다.
이 효과는 1904년 얀 미세트(Jan Misset)가 디자인한 이미지와 함께 네덜란드 코코아 브랜드인 드로스테(Droste)의 이름을 따서 명명되었다. 드로스테 효과는 이후 다양한 제품의 포장에 사용되었다. 광고 외에도 그 효과는 네덜란드 예술가 마우리츠 코르넬리스 에셔(M. C. 에셔)의 1956년 석판화 "프린트 갤러리"에서도 볼 수 있는데, 이 갤러리는 자신을 묘사하는 갤러리를 묘사한다. 이 효과는 주로 1940년대에 만화책 표지에 널리 사용되었다.

## 같이 보기
- 비욘드 인피니트(드로스테 저편의 우리들): 주로 도로스테 효과를 나타내는 영화
- 거짓 깨어남
- 프랙탈
- 인피니티 미러
- 무한 후퇴
- 마트료시카
- 무한
- 콰인 (컴퓨팅)
- 자기유사성
- 극중극